# Dörnten
Dörnten ist ein Teil der Gemeinde Liebenburg im Landkreis Goslar in Niedersachsen.

## Geographie

### Ortsgliederung
Zu Dörnten gehört der Ortsteil Kunigunde.

### Lage
Am Nordharzrand und am Südrand des Salzgitter-Höhenzuges bildet Dörnten zusammen mit elf anderen Dörfern die Gemeinde Liebenburg. Die nächsten Nachbarorte sind Groß Döhren und Klein Döhren, Hahndorf, Jerstedt, Bredelem, Ostharingen, Kunigunde und Heißum.

### Nachbarorte
| Upen Ostharingen Kunigunde | Othfresen Heißum                            | Liebenburg Döhren |
| Bredelem                   | Kompassrose, die auf Nachbargemeinden zeigt | Weddingen         |
| Langelsheim                | Jerstedt Astfeld                            | Hahndorf Goslar   |

## Geschichte

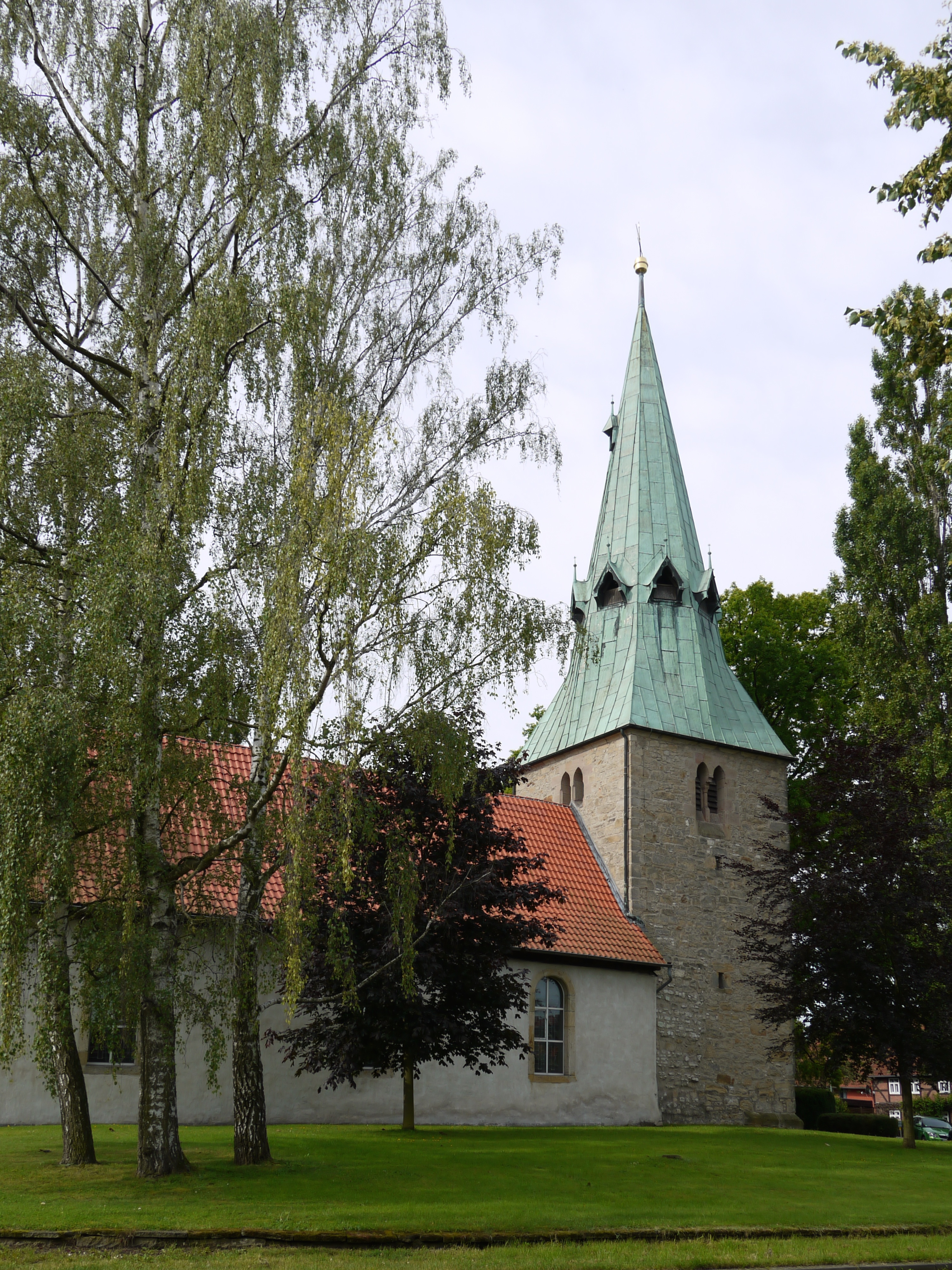
Dorfkirche von Dörnten

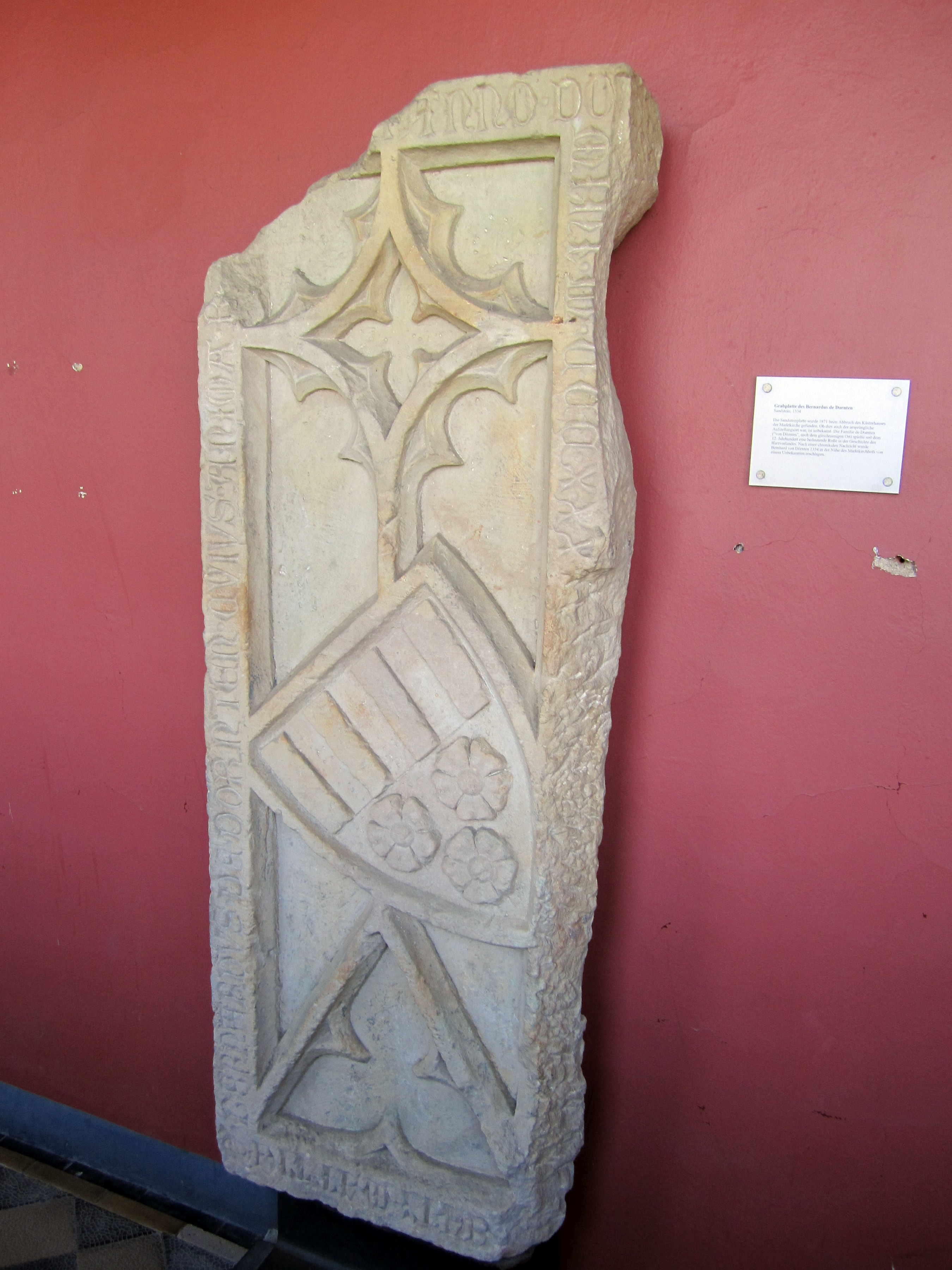
Epitaph des Bernardus de Dornten von 1334 in der Kaiserpfalz Goslar.

Dörnten als einer der im Leragau liegenden Orte taucht erstmals im Jahre 1053 in einer Urkunde des römisch-deutschen Kaisers Heinrich III. (1016–1056) als Dornzuni (Dornenzaun) auf. Das Dörntener Wappen verweist auf diesen „Dornenzaun“. Das Wappen wurde mit drei Rosen schon von der früher in Goslar ansässigen Familie von Dörnten geführt. 1133 tauchen die Herren von Thorntunen in einer Urkunde auf. Diese hatten vermutlich einen von einem Dornenwall eingezäunten Hof.
Dörnten ist vermutlich älter als die umliegenden Orte, da im Ortsnamen keine typischen Suffixe des Hochmittelalters auftreten. Hinzu kommt die Tatsache, dass bereits im 14. Jahrhundert ein Klein Dörnten erwähnt wird, was wohl auf ein frühes und längerfristiges Bevölkerungswachstum Groß Dörntens zurückzuführen ist. Dies machte die Gründung eines neuen Dorfes erforderlich.
Das heutige Dörnten besteht nur noch aus dem früheren Groß Dörnten. Der Nachbarort muss also zwischenzeitlich wüst gefallen sein.
Lebten die Menschen bis ins 19. Jahrhundert noch von der Landwirtschaft, so kam in der Folgezeit der Bergbau im Salzgitter-Höhenzug als Erwerbsquelle hinzu. Ab 1843 wurde an drei Orten Erz gewonnen, mit dem ab 1869/70 das Hüttenwerk in Othfresen beliefert wurde. Im Ort entstand außerdem eine Bergarbeitersiedlung der Grube Georg-Friedrich.
Seit dem Mittelalter gehörte Dörnten zum Amt Liebenburg im Hochstift Hildesheim. Die Zugehörigkeit zum Hochstift wurde durch die Hildesheimer Stiftsfehde unterbrochen, als mit dem Quedlinburger Rezess von 1523 das Amt Liebenburg an Braunschweig-Wolfenbüttel fiel. In dieser Zeit wurde die lutherische Reformation eingeführt. 1643 kam das Amt Liebenburg wieder unter fürstbischöflich-hildesheimische Herrschaft. Nach der Säkularisation des Hochstifts fiel es 1802 an Preußen, gehörte von 1807 bis 1812 zum Königreich Westphalen, danach bis 1866 zu Hannover und anschließend wieder zu Preußen. Verwaltet wurde der Ort bis 1884 vom Kreis Liebenburg, danach bis in die 1940er Jahre vom Landkreis Goslar. 1942 kam Dörnten im Rahmen eines Gebietsaustauschs zum Land Braunschweig und mit diesem 1946 zum Bundesland Niedersachsen.
Am 1. Juli 1972 wurde Dörnten in die Gemeinde Liebenburg eingegliedert.

### Einwohnerentwicklung
| Entwicklung | Jahr | Einwohner |
| --- | ---- | --------- |
| Die zur Anzeige dieser Grafik verwendete Erweiterung wurde dauerhaft deaktiviert. Wir arbeiten aktuell daran, diese und weitere betroffene Grafiken auf ein neues Format umzustellen. (Mehr dazu) | 2011 | 1.293     |
| Die zur Anzeige dieser Grafik verwendete Erweiterung wurde dauerhaft deaktiviert. Wir arbeiten aktuell daran, diese und weitere betroffene Grafiken auf ein neues Format umzustellen. (Mehr dazu) | 2012 | 1.260     |
| Die zur Anzeige dieser Grafik verwendete Erweiterung wurde dauerhaft deaktiviert. Wir arbeiten aktuell daran, diese und weitere betroffene Grafiken auf ein neues Format umzustellen. (Mehr dazu) | 2013 | 1.241     |
| Die zur Anzeige dieser Grafik verwendete Erweiterung wurde dauerhaft deaktiviert. Wir arbeiten aktuell daran, diese und weitere betroffene Grafiken auf ein neues Format umzustellen. (Mehr dazu) | 2014 | 1.222     |
| Die zur Anzeige dieser Grafik verwendete Erweiterung wurde dauerhaft deaktiviert. Wir arbeiten aktuell daran, diese und weitere betroffene Grafiken auf ein neues Format umzustellen. (Mehr dazu) | 2015 | 1.209     |
| Die zur Anzeige dieser Grafik verwendete Erweiterung wurde dauerhaft deaktiviert. Wir arbeiten aktuell daran, diese und weitere betroffene Grafiken auf ein neues Format umzustellen. (Mehr dazu) | 2016 | 1.209     |
| Die zur Anzeige dieser Grafik verwendete Erweiterung wurde dauerhaft deaktiviert. Wir arbeiten aktuell daran, diese und weitere betroffene Grafiken auf ein neues Format umzustellen. (Mehr dazu) | 2021 | 1.180     |
| 2011–2015 jeweils zum 31. Dezember des Jahres, 2016 zum 30. Juni des Jahres Quelle: |      |           |

## Religionen

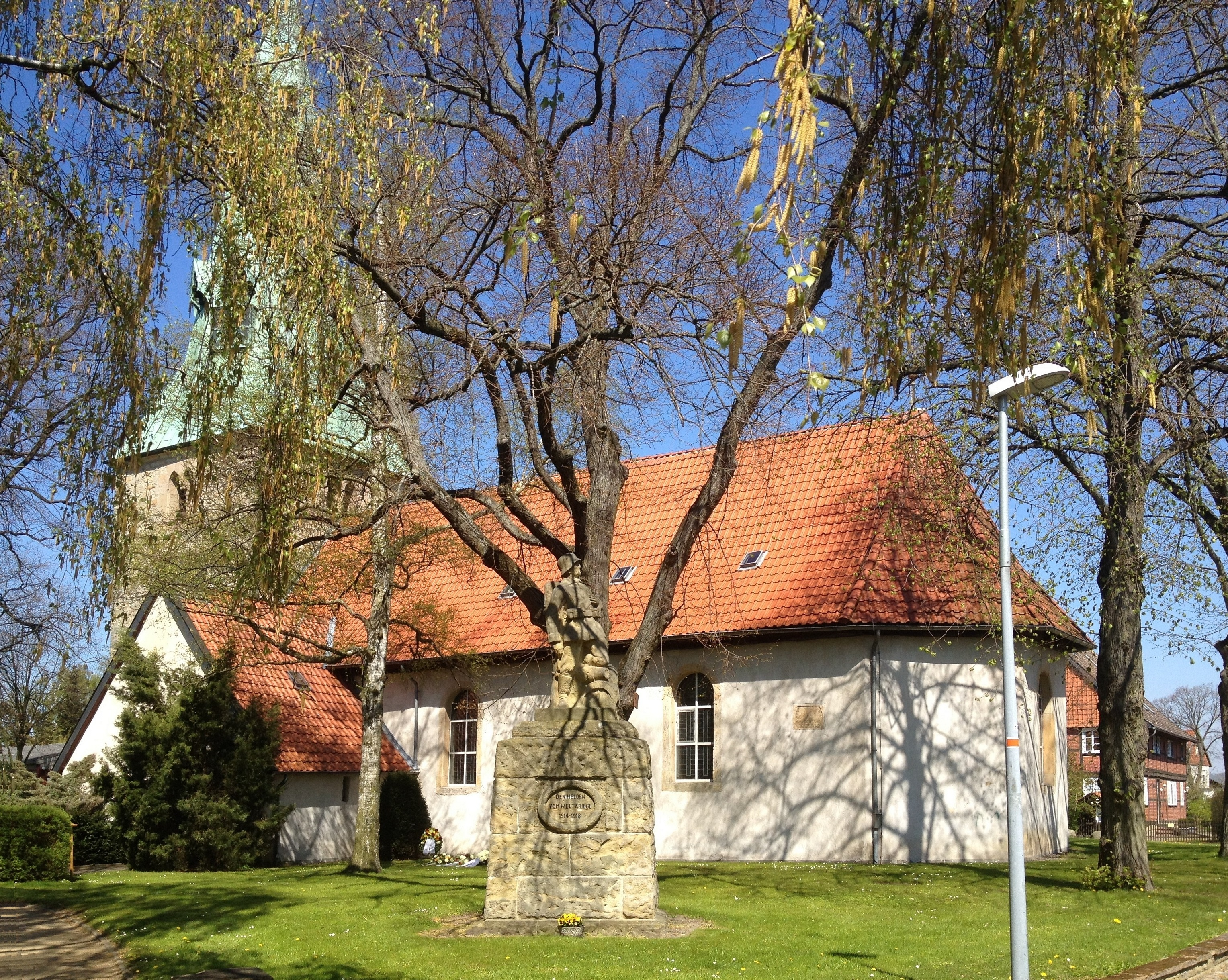
Dorfkirche Dörnten, Südseite, mit Portalvorhalle, Lutherlinde und Kriegerdenkmal

In Dörnten befindet sich eine evangelisch-lutherische Kirche; ihre Kirchengemeinde gehört zur
Propstei Goslar. Das 1968 erbaute katholische Kirchhaus St. Christophorus wurde inzwischen wieder geschlossen.

### Kirche
Der heutige Kirchturm der Dorfkirche Dörnten soll bereits um 1000 vorhanden gewesen sein. Damals hatte er jedoch eine militärische Funktion. Untersuchungen legen nahe, dass das Kirchenschiff etwa 100 Jahre später angebaut wurde. Vom Ende des 17. Jahrhunderts bis 1724 ist die Kirche restauriert, vergrößert und mit einem Altaraufsatz versehen worden.

## Politik

### Ortsrat
Der Ortsrat, der Dörnten vertritt, setzt sich aus sieben Mitgliedern zusammen. Die Ratsmitglieder werden durch eine Kommunalwahl für jeweils fünf Jahre gewählt.
Bei der Kommunalwahl 2021 ergab sich folgende Sitzverteilung:
| Ortsrat 2021Insgesamt 7 Sitze - SPD: 5 - CDU: 2 |

### Ortsbürgermeister
Ortsbürgermeister ist Gunter Pramann (SPD).

## Infrastruktur und Wirtschaft

### Verkehrsanbindung
In Dörnten liegt die Kreuzung zweier Kreisstraßen, die Heißum mit Jerstedt in Nord-Süd-Richtung sowie die Bundesstraße 6 mit einer weiteren Kreisstraße zwischen Groß Döhren und Hahndorf in West-Ost-Richtung verbinden.

### Bahnhof Dörnten
Der Bahnhof Dörnten wurde am 16. Juni 1895 als Haltepunkt Dörnten an der Bahnstrecke Hildesheim–Goslar (km 85,42) eröffnet. Er wurde bis zum 22. Mai 1982 im Personenverkehr bedient, war zwischenzeitlich ein Bahnhof und wurde zuletzt wieder zum Haltepunkt zurückgebaut.
Die langfristige Neuerrichtung eines Haltepunkts wird von der Deutschen Bahn aufgrund des Fahrgastpotenzials erwogen, ist aber aktuell (Stand: 2022) aus fahrplantechnischen Gründen nicht vorgesehen.

### Bergbau

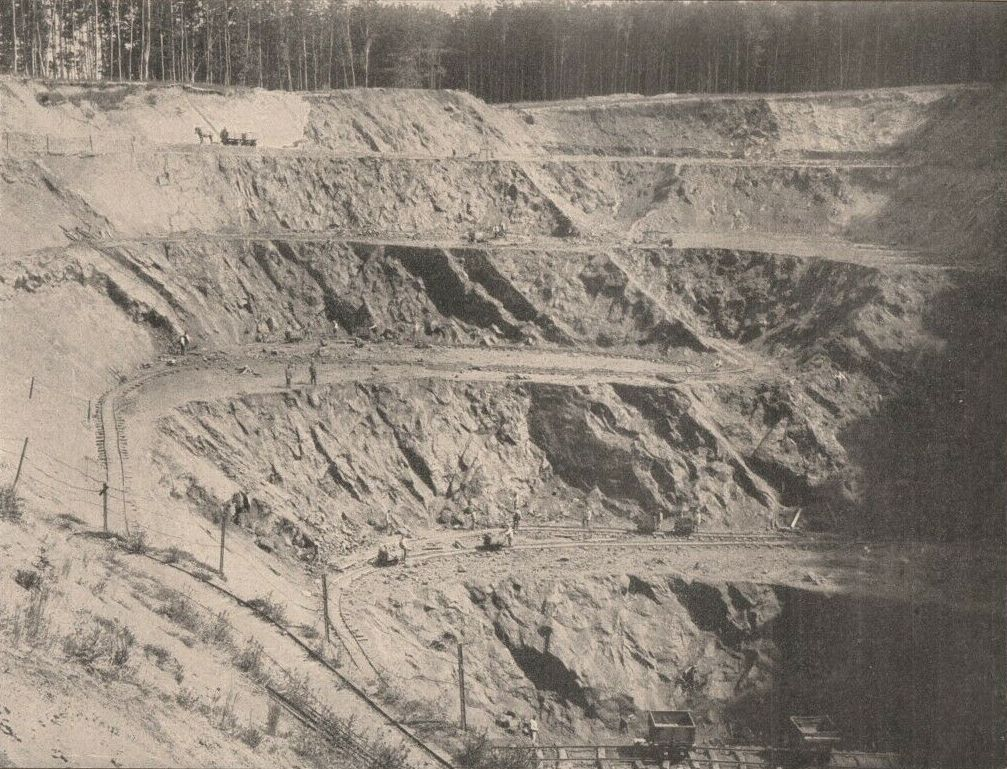
Feldbahnbetrieb im Tagebau der Grube Georg Friedrich in Dörnten

In der Grube Georg Friedrich wurde um 1908 in den sogenannten Hils-Eisensteinen der unteren Kreide von Dörnten im Tagebau Bergbau betrieben.